# فهرست منطقه‌های ژاپن

نقشه منطقه‌های ژاپن. از شمال تا جنوب: هوکایدو (قرمز), منطقه توهوکو (زرد), منطقه کانتو (سبز), منطقه چوبو (آبی کم‌رنگ), منطقه کانسای (آبی), منطقه چوگوکو (نارنجی), شیکوکو (بنفش) و کیوشو & استان اوکیناوا (خاکستری)

منطقه یکی تقسیمات کشوری غیررسمی در ژاپن است اما به صورت سنتی در بعضی موارد مورد استفاده قرار می‌گیرد.

## منطقه‌ها
منطقه‌های ژاپن از شمال تا جنوب تقسیم‌بندی شده‌اند.
- هوکایدو (island of Hokkaidō و nearby islands, جمعیت: ۵٬۵۰۷٬۴۵۶, بزرگ‌ترین شهر: ساپورو)
- منطقه توهوکو (شمال هونشو، جمعیت: ۹٬۳۳۵٬۰۸۸, بزرگ‌ترین شهر: سندای)
- منطقه کانتو (eastern Honshū, جمعیت: ۴۲٬۶۰۷٬۳۷۶, بزرگ‌ترین شهر: توکیو)
  - Nanpō Islands: بخشی از توکیو (بزرگ‌ترین شهر: اوشیما، توکیو)
- منطقه چوبو (central Honshū, شامل کوه فوجی، جمعیت: ۲۱٬۷۱۴٬۹۹۵, بزرگ‌ترین شهر: ناگویا), گاهی تقسیم می‌شود به:
  - منطقه هوکوریکو (northwestern Chūbu, بزرگ‌ترین شهر: کانازاوا، ایشیکاوا)
  - Kōshin'etsu region (northeastern Chūbu, بزرگ‌ترین شهر: نیگاتا)
  - منطقه توکای (southern Chūbu, بزرگ‌ترین شهر: ناگویا)
- منطقه کانسای (west-central Honshū, including the old capital, کیوتو، جمعیت: ۲۲٬۷۵۵٬۰۳۰, بزرگ‌ترین شهر: اوساکا)
- منطقه چوگوکو (western Honshū, جمعیت: ۷٬۵۶۱٬۸۹۹, بزرگ‌ترین شهر: هیروشیما)
- شیکوکو (island, جمعیت: ۳٬۹۷۷٬۲۰۵, بزرگ‌ترین شهر: ماتسویاما، اهیمه)
- کیوشو (island, جمعیت: ۱۴٬۵۹۶٬۹۷۷, بزرگ‌ترین شهر: فوکوئوکا) شامل:
  - Northern Kyūshū: استان فوکوئوکا، استان ساگا، استان ناگاساکی و استان اوئیتا (بزرگ‌ترین شهر: فوکوئوکا)
  - Southern Kyūshū: استان کوماموتو، استان میازاکی و استان کاگوشیما (بزرگ‌ترین شهر: کاگوشیما)
  - استان اوکیناوا (بزرگ‌ترین شهر: ناها، اوکیناوا)